# Campionato italiano Para Ice Hockey 2018-2019
Il Campionato italiano Para Ice Hockey 2018-2019 è stata la quindicesima edizione di questo torneo organizzato dalla Federazione Italiana Sport del Ghiaccio, la seconda con la nuova denominazione dello sport (Para Ice Hockey in luogo di Ice Sledge Hockey) voluta dal Comitato Paralimpico Internazionale.
Le South-Tyrol Eagles vincono il loro undicesimo titolo italiano, sesto consecutivo.

## Formula e partecipanti
Le compagini iscritte sono rimaste le medesime tre: le rappresentative regionali di Piemonte (Tori Seduti), Lombardia (Armata Brancaleone) e Alto Adige (South-Tyrol Eagles, campioni in carica).
Invariata rimane la disputa sia della regular season che della finale: nella prima fase le squadre si incontrano fra di loro per due volte in casa ed altrettante in trasferta, con i due incontri concentrati in un fine settimana. Le prime due classificate al termine della regular season si incontreranno direttamente nella finale per il titolo, giocata al meglio dei tre incontri. Unica differenza rispetto all'edizione precedente avrebbe dovuto riguardare il terreno di gioco delle gare di finale: mentre nella stagione precedente si sono giocate le prime due gare in casa della prima classificata al termine della regular season e l'eventuale terza gara in casa della seconda, per la stagione 2018-2019 si era stabilito che la prima gara sarebbe stata giocata in casa della seconda classificata e le successive due in casa della prima, salvo diversi accordi tra le squadre. Al momento della pubblicazione del calendario delle finali, tuttavia, si è tornati alla modalità della stagione precedente.

## Regular season
| Pos | Squadra            | G | V | VS | PS | P | GF | GS | DG  | Pt | Risultato               |
| --- | ------------------ | - | - | -- | -- | - | -- | -- | --- | -- | ----------------------- |
| 1   | South-Tyrol Eagles | 6 | 4 | 2  | 0  | 0 | 17 | 4  | +13 | 16 | Qualificate alla finale |
| 2   | Armata Brancaleone | 6 | 2 | 1  | 1  | 2 | 18 | 11 | +7  | 9  | Qualificate alla finale |
| 3   | Tori Seduti        | 8 | 1 | 0  | 2  | 5 | 6  | 26 | −20 | 5  |                         |

| 1ª              | giornata                         | 5ª              |
| 20/21 ott. 2018 |                                  | 15/16 dic. 2018 |
| 7-0             | Armata Brancaleone - Tori Seduti | 0-2             |
| 7-1             | Armata Brancaleone - Tori Seduti | 2-1 (dtr)       |

| 3ª              | giornata                                | 6ª              |
| 10/11 nov. 2018 |                                         | 16/17 feb. 2019 |
| 2-1 (dts)       | South-Tyrol Eagles - Armata Brancaleone | annullate       |
| 5-1             | South-Tyrol Eagles - Armata Brancaleone | annullate       |

| 2ª              | giornata                         | 4ª              |
| 27/28 ott. 2018 |                                  | 24/25 nov. 2018 |
| 0-2             | Tori Seduti - South-Tyrol Eagles | 1-4             |
| 1-3             | Tori Seduti - South-Tyrol Eagles | 0-1 (dts)       |

Nota: I due incontri tra Armata Brancaleone e South Tyrol Eagles del 16 e 17 febbraio sono stati annullati dal giudice sportivo: lo stadio di Varese era stato chiuso per impraticabilità dal comune, e non era stato possibile trasferire gli incontri allo stadio di Como, già occupato. Alla luce del fatto che i due incontri sarebbero stati ininfluenti ai fini della classifica, con entrambe le squadre già qualificate per la finale, le partite sono state annullate.

## Play-off

### Tabellone
|  | Finale |                    |                    |   |   |  |
|  |        |                    |                    |   |   |  |
|  | 1      | South-Tyrol Eagles | South-Tyrol Eagles | 7 | 4 |  |
|  | 2      | Armata Brancaleone | Armata Brancaleone | 1 | 2 |  |

Legenda: † = partita terminata ai tempi supplementari; ‡ = partita terminata ai tiri di rigore

### Finale
| Arbitri: | Alberto Plancher Walther Zuccatti |

| |           |                              |
| Planker (Kafmann, Winkler) 2:00 Winkler (Kafmann) 11:08 Kafmann (Remotti Marnini) 16:10 Kafmann (Larch, Cavaliere) 16:19 Larch (Depaoli) 34:42 Larch (Depaoli) 34:51 Planker (Kafmann, Winkler) 42:17 | Marcatori | 29:39 Magistrelli (Andreoni) |

| Arbitri: | Giuseppe Coceano Walther Zuccatti |

| |           |                                                 |
| Larch (Planker) 1:43 Kafmann (Winkler) 2:17 Kasslatter (Larch) 8:12 Remotti Marnini (Kafmann, Winkler) 14:21 | Marcatori | 36:46 Andreoni (Radice) 38:39 Radice (D'Andrea) |

## Classifiche individuali

### Classifica marcatori
I dati si riferiscono alla regular season.
| Pos. | Squadra            | Giocatore           | G | A | Pt |
| ---- | ------------------ | ------------------- | - | - | -- |
| 1    | Armata Brancaleone | Sandro Kalegaris    | 7 | 5 | 12 |
| 2    | Armata Brancaleone | Alessandro Andreoni | 4 | 6 | 10 |
| 3    | South-Tyrol Eagles | Christoph Depaoli   | 6 | 0 | 6  |
| 4    | Armata Brancaleone | Lorenzo D'Andrea    | 3 | 2 | 5  |
| 5    | South-Tyrol Eagles | Stephan Kafmann     | 2 | 3 | 5  |
| 6    | South-Tyrol Eagles | Nils Larch          | 2 | 2 | 4  |
| 6    | South-Tyrol Eagles | Florian Planker     | 2 | 2 | 4  |
| 8    | South-Tyrol Eagles | Werner Winkler      | 3 | 0 | 3  |
| 9    | Armata Brancaleone | Igor Stella         | 2 | 1 | 3  |
| 9    | Tori Seduti        | Andrea Macrì        | 2 | 1 | 3  |

### Classifica portieri
I dati si riferiscono alla regular season. Sono presi in considerazione solo i portieri che abbiano disputato almeno un terzo degli incontri.
| Pos. | Squadra            | Giocatore          | %SVS | GAA  |
| ---- | ------------------ | ------------------ | ---- | ---- |
| 1    | South-Tyrol Eagles | Julian Kasslatter  | 89,3 | 0,69 |
| 2    | Armata Brancaleone | Santino Stillitano | 78,4 | 2,60 |
| 3    | Tori Seduti        | Gabriele Ariaudo   | 77,1 | 3,57 |